# Joan of Arc (Orchestral Manoeuvres in the Dark)
Joan of Arc è un singolo del gruppo synth pop britannico Orchestral Manoeuvres in the Dark, pubblicato nel 1981. È il secondo singolo estratto dall'album Architecture & Morality e il primo di due brani scritti dal solo frontman Andy McCluskey sul tema della santa francese Giovanna d'Arco.
Questo brano infatti è diverso dalla traccia successiva dell'album intitolata Joan of Arc (Maid of Orleans), e ri-intitolato Maid of Orleans (The Waltz Joan of Arc) per la pubblicazione come singolo.
Joan of Arc ebbe un buon successo in Gran Bretagna dove raggiunse la posizione no. 5 in classifica.

## Versioni e lato B
Esiste una sola versione di Joan of Arc utilizzata sia per il singolo, sia per l'album ed è inclusa in tutte le compilation di singoli del gruppo.
Il lato B intitolato The Romance Of The Telescope (Unfinished) non fu incluso nell'album Architecture & Morality in quanto considerato appunto 'incompiuto'. Il brano verrà incluso invece nell'album successivo Dazzle Ships, pressoché uguale a questa versione.
Un remix di Joan of Arc denominato "Organ Mix" è incluso nel bonus disc di The OMD Singles pubblicato nella sola Francia nel 2003.
Esecuzioni del brano dal vivo sono incluse negli album Architecture & Morality & More (2008), Live in Berlin (2011), Architecture & Morality / Dazzle Ships Live (2016) e sul CD singolo Walking On The Milky Way (1996).

## Videoclip
Joan of Arc è l'unico singolo degli OMD per cui non fu girato nessun videoclip. La raccolta di videoclip inclusa con la compilation Messages (2008) include la registrazione di una performance in playback per la trasmissione musicale della BBC Top of the Pops, trasmessa il 29 ottobre 1981.

## Tracce
- 7" / 12"

1. Joan of Arc – 3:46 (McCluskey)
2. The Romance of the Telescope (unfinished) – 3:17 (Humphreys/McCluskey)